# Kvitance
Kvitance (stvrzenka) je písemné potvrzení od věřitele pro dlužníka, že splnil svůj dluh (zpravidla peněžitý). Kvitance je soukromou listinou.
Podle českého práva (§ 1949–1951 občanského zákoníku) je věřitel, sám nebo i prostřednictvím třetí osoby, povinen vydat kvitanci na požádání dlužníka. V ní musí být uvedeno jméno dlužníka i věřitele, předmět plnění a čas, kdy byl dluh splněn. Dlužník má právo odepřít plnění, nevydá-li mu věřitel potvrzení, přitom se nedostává do prodlení. Platí také vyvratitelná právní domněnka, že byla-li vydána kvitance jen na jistinu, bylo splněno i její příslušenství. Rovněž při opakovaných plněních z téhož právního důvodu platí vyvratitelná právní domněnka, že kdo předloží kvitanci na plnění splatné později, splnil také to, co bylo splatno dříve. Kvitance je důležitou důkazní listinou, prokazuje, že věřitel prohlásil, že dlužník dluh v ní uvedený splnil. Jestli ke splnění skutečně došlo, je případně otázkou skutkového zjištění v rámci volného hodnocení důkazů soudem.
Podobnou právní úpravu kvitance, resp. stvrzenky obsahoval v § 1426-1430 i všeobecný zákoník občanský a v § 312-315 střední občanský zákoník, naopak poměrně stručná byla úprava potvrzení o splnění dluhu v § 569 občanského zákoníku z roku 1964.